# Balletdanserinden
Balletdanserinden er en dansk stumfilm fra 1911 med Asta Nielsen i hovedrollen. Filmen er produceret af Nordisk Films Kompagni og instrueret af August Blom efter manuskript af Alfred Kjerulf.

## Handling
Asta Nielsen spiller her en balletdanserinde Camille Flavier, der er fanget mellem to mænds kærlighed. Camille er forelsket i forfatteren Jean (Johannes Poulsen), men denne har allerede en affære med en anden mands kone; Yvette (Karen Lund) fabrikanten Simons (Valdemar Møller) kone – som ikke går af vejen for at bruge pisken på hende, da han opdager utroskaben. Men maleren Poul Rich (Valdemar Psilander) er desuden forelsket i Camille, og så er der langt op til konflikt mellem Jean og Poul.

## Rolleliste
| Skuespiller        | Rolle                             |
| ------------------ | --------------------------------- |
| Asta Nielsen       | Camille Flavier, balletdanserinde |
| Johannes Poulsen   | Jean Mayol, forfatter             |
| Valdemar Psilander | Poul Rich, maler                  |
| Valdemar Møller    | Simon, fabrikant og rentier       |
| Karen Lund         | Yvette, Simons kone               |
| Emilie Sannom      |                                   |
| Otto Lagoni        |                                   |
| Svend Bille        |                                   |
| H.C. Nielsen       |                                   |

## Restaurering
Balletdanserinden er blevet restaureret i en ny digitaliseret udgave og genudgivet af Det Danske Filminstitut. Den kommer i DVD samling med alle fire af Asta Nielsens danske stumfilm: Afgrunden (1910), Balletdanserinden (1911), Den sorte Drøm (1911), Mod Lyset (1919).